# Loznoi
Loznoi (en rus: Лозной) és un poble (un khútor) de l'óblast de Rostov, a Rússia, segons el cens rus del 2010 tenia 1.767 habitants. Pertany al districte de Tsimliansk.